# 7442 Inouehideo
7442 Inouehideo eller 1995 SC5 är en asteroid i huvudbältet som upptäcktes den 20 september 1995 av de båda japanska astronomerna Kazuro Watanabe och Kin Endate vid Kitami-observatoriet. Den är uppkallad efter den japanske astronomen Hideo Inoue.
Asteroiden har en diameter på ungefär 11 kilometer och den tillhör asteroidgruppen Themis.